# 达米昂
达米昂是巴西帕拉伊巴州的一个市镇。总面积109.76平方公里，总人口4449人，人口密度40.5人/平方公里。